# Сергеј Дрозд
Сергеј Николајевич Дрозд (рус. Сергей Николаевич Дрозд — Минск, 14. април 1990) професионални је белоруски хокејаш на леду који игра у нападу на позицијама крила и центра.
Члан је сениорске репрезентације Белорусије за коју је на међународној сцени дебитовао на светском првенству 2010. године. 
Од 2009. игра у Динаму из Минска.